# Carex pluriflora
Carex pluriflora är en halvgräsart som beskrevs av Hulten. Carex pluriflora ingår i släktet starrar, och familjen halvgräs. Inga underarter finns listade i Catalogue of Life.